# 赤松愛
赤松 愛（あかまつ あい、1951年 <昭和26年> 2月14日 - 2022年 <令和4年> 7月25日）は、かつて失神GSとして一世を風靡した元「オックス」のメンバー、日本のオルガン奏者。
本名:赤松義信。

## 人物・経歴
兵庫県芦屋市出身。父親は会社社長で3人兄弟の末っ子として生まれる。幼い頃からピアノを習い、中学2年の頃、ジャズをやりたいと主張したが、母親にあんなものは不良の音楽と反対される。しかし結局、ハタリーズの一員に加わり、当時大阪にあったダンスホール「富士」などで、セミプロ的に活躍するようになっていった。その後、誘われてオックスへ加入。赤栗毛のおかっぱ頭のルックスが愛くるしく、野口ヒデトと並んでアイドルとして高い人気を得るようになった。しかし1969年5月5日に失踪、脱退する。オノ・ヨーコと旧知の画家である今井俊満を後見人として「ジョン・レノンに弟子入り」のため6月23日に渡英した。ロンドンに滞在しながらアップルのオフィスでブラブラする生活を送っていたが、父親が急病のため、9月28日に帰国する。その後、1970年6月3日〜26日まで新国劇主催の舞台劇『あしたのジョー』に石橋正次らと共に青山役として出演。暫しのブランクを経た1976年3月、東京と神戸にて復活コンサートを開催するもその直後に引退し、家業を継ぎ大阪で鉄工所の経営に専念していた。
引退後、懐メロ番組での散発的な再結成（赤松のボーカル曲は真木ひでとが、オルガンは外部からのサポートメンバーが代理）や、GS関連のイベントなどには一切出演することはなかった。
2022年7月25日に死去していたことが、親族や知人からの情報で明らかになった。71歳没。また、同年5月にはリーダーでベース担当をしていた福井利男も75歳で死去しており、立て続けにメンバーが鬼籍に入る形となってしまった。